# SE Palmeiras
De Sociedade Esportiva Palmeiras of simpelweg Palmeiras is een Braziliaanse voetbalclub uit de stad São Paulo. De club werd opgericht in 1914 onder de naam Palestra Italia, maar veranderde in 1942 van naam, omdat haar Italiaanse identiteit met de as-landen uit de Tweede Wereldoorlog werd geassocieerd. De club speelt in het groen en wit en behoort tot de meest geliefde clubs van het land. De grootste rivaal van Palmeiras is Corinthians. De derby tussen de twee teams is de grootste van de staat São Paulo.

## Geschiedenis

### Palestra Itália

#### Oprichting
Op 26 augustus 1914 werd de Sociedade Esportiva Palestra Itália (of Società Palestra Italia in het Italiaans), het latere Palmeiras, opgericht door Italiaanse migranten, die supporter waren van Pro Vercelli en Torino. De eerste maanden werden vooral gebruikt om de club in te richten en bekend te maken. De eerste wedstrijd werd pas in januari 1915 gespeeld. De ploeg treedt aan tegen Savóia en wint de wedstrijd met 2-0, dankzij doelpunten van Bianco en Alegretti. In 1916 lukt het de club om zich aan te sluiten bij de Voetbalbond van São Paulo, waardoor de club vanaf 1916 aantrad in het Campeonato Paulista. De eerste wedstrijd in de staatscompetitie werd gespeeld tegen Mackenzie College en eindigde in een gelijkspel. Na een laatste plaats in het eerste seizoen eindigde de club in 1917 al tweede achter Paulistano, de toenmalige topclub. Dat jaar speelt ze bovendien voor het eerst tegen aartsrivaal Corinthians, dat met 3-0 en 3-1 verslagen wordt. In 1919 strandt de club op een zucht van een eerste titel, maar het Paulista van de legendarische speler Arthur Friedenreich blijft de club met één puntje voor. In 1920 koopt Palestra in São Paulo een stuk grond van de Antártica fabriek, waar ze haar eerste eigen terrein aanlegt.

#### De eerste titels

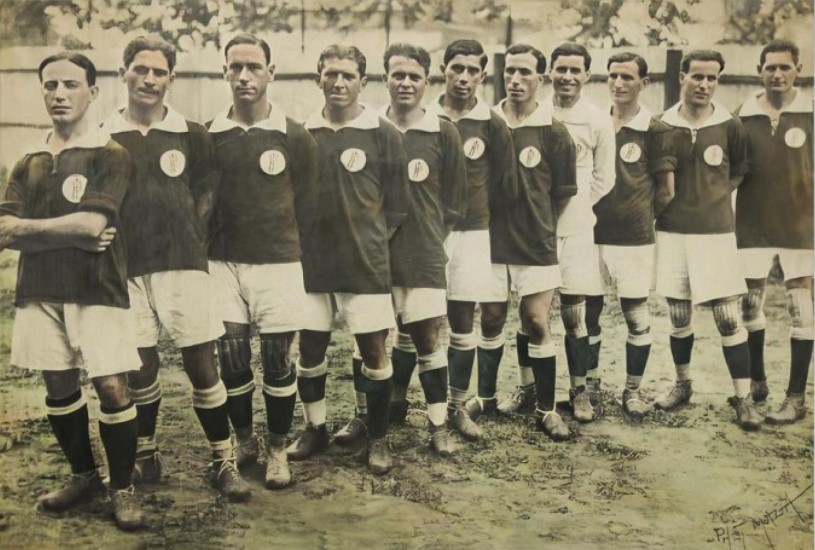
Eerst kampioenenelftal van 1920.

In 1920 was het dan eindelijk prijs. Palestra Italia en Paulistano eindigden samen eerste. Er komt een beslissende wedstrijd die de club met 2-1 kan winnen waardoor de eerste van vele titels een feit is. Het volgende seizoen eindigt Paulistano met één puntje meer boven Palestra en ook de volgende twee seizoenen moet de club genoegen nemen met een tweede plaats achter aartsrivaal Corinthians.
In 1924 verliet de club de competitie al na twee wedstrijden, omdat ze het niet eens waren met de uitsluiting van twee spelers. Bij de terugkeer in 1925 eindigde Palestra in de middenmoot, maar in 1926 waren ze helemaal terug en werden ze glansrijk kampioen met negen overwinningen op rij. Met Heitor had de club ook voor het eerst de topschutter van de competitie in eigen rangen. In 1927 werd de titel verlengd, maar dan volgden enkele seizoenen van ereplaatsen. Het huzarenstukje van 1926 werd nog eens herhaald in 1932, toen de club alle elf de wedstrijden won en Romeu met 18 goals topschutter werd.
In 1933 was het dubbel feest, de club won niet enkel een nieuwe staatstitel, maar ook de eerste editie van het Torneio Rio-São Paulo en in 1934 won het voor de derde keer op rij de staatstitel. In 1936 speelde de club internationale vriendschappelijke wedstrijden tegen de Argentijnse clubs Boca Juniors, Huracán, Vélez Sársfield en Estudiantes en de Spaanse club Espanyol. Datzelfde jaar won de club tegen rivaal Corinthians opnieuw de staatstitel met Luisinho als een van de sterkhouders.
De volgende titel kwam er pas vier jaar later in 1940. Datzelfde jaar kreeg de club de eer de openingswedstrijd te spelen van het nieuw gebouwde stadion Pacaembu, tegen Coritiba dat een 6-2 pak rammel kreeg. Een paar dagen later won de club in het stadion ook met 2-1 van Corinthians. Rond deze tijd begonnen ook enkele legendarische spelers bij de club, doelman Oberdan Cattani en middenvelder Waldemar Fiúme, die beiden bijna hun hele carrière aan de club wijdden.

#### De naamsverandering
Op 13 september 1942 wordt besloten de naam van de club te veranderen naar Palmeiras. De Braziliaanse president Getúlio Vargas had zich, ondanks eerdere sympathieën voor Duitsland en Italië, bij de geallieerden aangesloten. Hierdoor waren zowel Italië als Duitsland vijanden van de staat geworden en de vele Duitse en Italiaanse immigranten in Brazilië ondervonden daar veel hinder van. De overheid dwong de club haar naam te veranderen. Deze koos voor Palmeiras als eerbetoon aan de terziele gegane club uit de stad AA das Palmeiras en zo kon de letter P van Palestra toch nog behouden blijven. Daarvoor had de club al in maart van dat jaar de naam Palestra de São Paulo aangenomen, maar deze naamswijziging vonden de instanties niet ingrijpend genoeg.

### Palmeiras

#### Het begin van Palmeiras

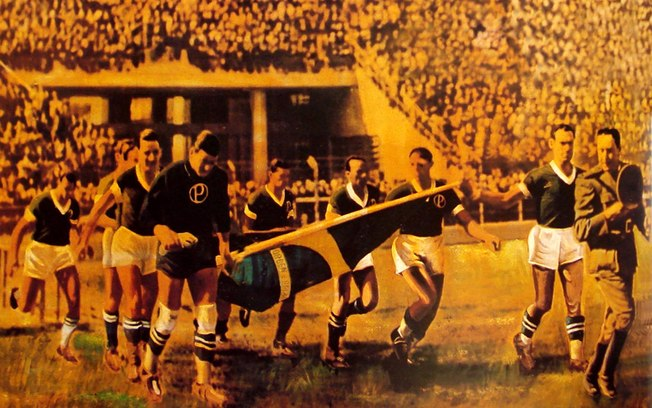
Palmeiras in 1942.

Hoewel de naam veranderd was, bleven de leden en spelers bekendstaan als landverraders. Dit veranderde een aantal maanden na de naamsverandering, toen de spelers van Palmeiras bij de openingswedstrijd van het staatskampioenschap het veld opkwamen met een Braziliaanse vlag. Ook onder de nieuwe naam bleef de ploeg titels winnen, zoals reeds in 1942, daarna nog in 1947 en 1950. In 1949 speelde club voor het eerst in Europa tegen FC Barcelona, waartegen zij gelijk speelden en een club uit Kopenhagen waar ze van verloren. In 1951 won de club het Torneio Rio-São Paulo en nam deel aan de Copa Rio, een prestigieus internationaal toernooi. In de groepsfase won de club van OGC Nice en Rode Ster Belgrado, verloor van Juventus, maar kwalificeerde zich desalniettemin voor de halve finale. Hier kwamen ze uit tegen organiserend team Vasco da Gama, dat ze opzij konden zetten, waardoor ze in de finale opnieuw tegen Juventus uitkwamen. In de heenwedstrijd won de club met 0-1 en in de terugwedstrijd bleef het 2-2, waardoor de club de trofee won.
De volgende jaren moest de club genoegen nemen met ereplaatsen. In 1953 en 1954 werd Humberto wel twee keer op rij topschutter voor de club. Nadat Corinthians de competitie enkele jaren domineerde, kwam halverwege jaren vijftig Santos op. Deze club beschikte al over enkele uitstekende spelers en daar kwamen dan nog de toptalenten Pelé en Coutinho bij die de club wereldfaam gaven. In 1957 eindigde Palmeiras slechts op een tiende plaats. Hierna ging het echter weer crescendo en in 1959 eindigde de club samen met Santos op de eerste plaats, waardoor er beslissende wedstrijden om de titel kwamen. Na twee keer gelijk won de club de derde wedstrijd, dankzij goals van Julinho Botelho en Romeiro.

#### Taça Brasil & Torneio Roberto Gomes Pedrosa
In 1959 werd de Taça Brasil in het leven geroepen, voor het eerst kwam er een landelijke competitie waaraan de staatskampioenen deelnamen zodat Brazilië voor het eerst een landskampioen zou krijgen. Voor de staat São Paulo had Santos de eer om de competitie openen en Pelé en Coutinho konden bijna de titel veroveren maar verloren toch van Bahia in de finale. Een jaar later mocht Palmeiras namens de staat aantreden. De club mocht meteen in de halve finale aantreden en speelde daar tegen Fluminense. Humberto was na vier jaar bij Lazio teruggekeerd naar Palmeiras en scoorde het winnende doelpunt waardoor de club zich plaatste voor de finale tegen Fortaleza. Na twintig minuten stond het danzkij Romeiro en Humberto al 0-3 en hoewel Fortaleza in de tweede helft nog wel een aansluitingstreffer kon maken was de titel al binnen voor Palmeiras. In 1961 was het weer de beurt aan Santos, maar als titelverdediger speelde ook Palmeiras in de competitie, al moesten ze wel al enkele rondes eerder aantreden. Coritiba en Grêmio werden opzij gezet, maar in de kwartfinale botste de club op America, dat in de halve finale zelf een pak slaag kreeg van Santos. Datzelfde jaar speelde de club ook op internationaal niveau in de Copa Libertadores, een competitie die in 1960 van start gegaan was. Nadat eerst het Argentijnse Independiente verslagen werd zette de club ook het Colombiaanse Independiente Santa Fe opzij en plaatste zich zo voor de finale tegen het Uruguayaanse Peñarol. Nadat de club de heenwedstrijd verloor met 1-0 konden ze thuis niet winnen van Peñarol waardoor deze voor de tweede keer op rij de titel won.
Na een nieuwe titel in 1963 mocht de club in 1964 opnieuw aan de Taça deelnemen. Ze mochten meteen in de halve finale aantreden tegen titelverdediger Santos. Na een 2-3 thuisnederlaag verloor de club met 4-0 van Santos en was zo uitgeschakeld. het jaar erop mocht de club opnieuw aantreden, hoewel ze slechts vicekampioen geworden waren in de Paulistão. Grêmio werd in de kwartfinale verslagen, maar in de halve finale beet de club opnieuw de tanden stuk op Santos. Intussen beschikte de club met Ademir da Guia en Dudu over een bijna even vermaard aanvallersduo als Pelé-Coutinho. Ook in 1966 was Santos de boosdoener in de Taça, al kon Palmeiras wel één wedstrijd winnen met 5-3, echter was dat niet voldoende. Datzelfde jaar werd wel opnieuw de staatstitel gewonnen.
In 1967 werd er een nieuw competitie in het leven geroepen, die ook een landskampioen afleverde, namelijk het Torneio Roberto Gomes Pedrosa. Een aantal grote clubs was niet gelukkig met de formule van de Taça de Brasil omdat alle staatskampioenen eraan deel konden nemen, waar het niveauverschil erg groot was en andere grote clubs geen kans hadden om op nationaal niveau te spelen zonder een staatstitel te winnen. Het Torneio Rio-São Paulo, dat Palmeiras in 1965 nog gewonnen had, werd opgedoekt en clubs uit de staten Rio Grande do Sul, Minas Gerais en Paraná werden aan de nieuwe competitie toegevoegd. Er waren twee groepen en Palmeiras werd meteen groepswinnaar en plaatste zich voor de tweede ronde met Internacional, Grêmio en Corinthians. De club werd ook hier groepswinnaar en werd zo kampioen. Ademar Pantera was met 15 goals topschutter van de competitie, Rinaldo scoorde tien keer. De Taça was echter nog niet dood en begraven en werd later dat jaar nog gespeeld. Ook hier bereikte de club de finale, tegen Náutico de finale. Danzkij onder andere Cesar Maluco, Tupãzinho en de door Fluminense uitgeleende Lula kon de club hier de tweede landstitel in één seizoen binnen rijven. De resultaten weerspiegelden zich niet in de staatscompetitie, waar de club in 1967 vierde werd en in 1968 zelfs pas elfde. Dat jaar nam Palmeiras voor de tweede keer deel aan de Copa Libertadores en werd overtuigend groepswinnaar. Ook in de tweede fase werden ze groepswinnaar waardoor ze zich voor de halve finale plaatsten tegen oude bekende Peñarol. Deze keer kon Palmeiras winnen en ging zo naar een nieuwe finale tegen het Argentijnse Estudiantes. In La Plata kwam Palmeiras op voorsprong na een goal van Servílio, maar Verón en Eduardo Flores scoorden daarna nog voor Estudiantes. In de terugwedstrijd won Palmeiras met 3-1, dankzij goals van Rinaldo en Tupãzinho, die met elf goals ook topschutter van de competitie werd. Hierdoor kwam er een derde beslissende wedstrijd, die op neutraal terrein in Montevideo gespeeld werd. Estudiantes won deze wedstrijd met 0-2 en kroonde zich tot kampioen. In de tweede edite van het Torneio Roberto Gomes Pedrosa werd de club opnieuw overtuigend groepswinnaar, maar in de tweede groepsfase zwaaide Santos de scepter en won opnieuw de landstitel. De Argentijn Luis Artime speelde dit jaar en in 1969 voor de club en scoorde 49 keer in 57 wedstrijden. Zowel Santos als Palmeiras vonden de Taça de Brasil niet meer interessant en namen hier niet meer aan deel in 1968, het zou tevens de laatste editie zijn van de competitie.
In 1969 werd de club vicekampioen in de Paulistão en in het TRGP opnieuw landskampioen. In de tweede groepsfase telde de club evenveel punten als Cruzeiro, maar had een beter doelsaldo. Ook in 1970 werd de club vicekampioen, deze keer achter Fluminense. Als vicekampioen mocht de club in 1971 deelnemen aan de Copa Libertadores en werd groepswinnaar voor Fluminense, dat uitgeschakeld werd. In de tweede groepsfase moest de club de duimen leggen voor het Uruguayaanse Nacional.

#### Tweede gouden periode

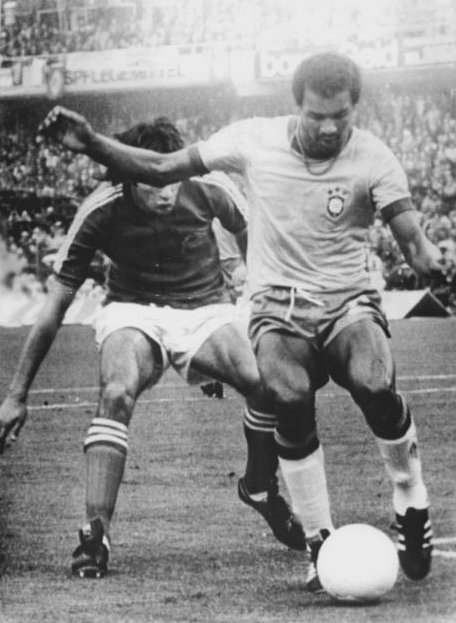
Luís Pereira in 1974.

In 1971 werd de competitie opnieuw hervormd. De Campeonato Nacional de Clubes werd opgezet, dat gezien wordt als het eerste echte seizoen van de Série A, al is die naam pas sinds 1989 officieel in gebruik. Het Torneio Roberto Gomes Pedrosa werd in principe uitgebreid met enkele staten en vanaf 1972 waren ook opnieuw de staatskampioenen welkom waardoor de competitie gaandeweg uitgroeide tot ongeveer veertig clubs. Met spelers als Leivinha, Émerson Leão en Luís Pereira ging de club opnieuw een succesvolle tijd tegemoet en in 1972 kon de club zich plaatsen voor de halve finales om de titel. De regel was dat in geval van gelijkspel de club met het beste resultaat in de competitie won. Zowel in de halve finale tegen Internacional als in de finale tegen Botafogo eindigde het gelijk waardoor Palmeiras landskampioen werd. In de daaropvolgende Copa Libertadores eindigt de club samen met Botafogo eerste waardoor er een extra wedstrijd kwam, die Botafogo won. In de Série A eindigde de club in alle drie de toernooien op de eerste plaats en werd voor de tweede keer op rij kampioen. In de Copa Libertadores werd de club tweede in de groepsfase achter São Paulo en was uitgeschakeld. Ook in de staatscompetitie bleef de club succesvol met titels in 1972, 1974 en 1976. In de nationale competitie eindigde de club eerder in de middenmoot.
Na een paar jaar in de middenmoot speelde club opnieuw de finale om de titel in 1978, tegen Guarani. Deze club, die ook uit de staat São Paulo komt, slaagde er nooit in om de staatstitel te winnen, maar dankzij sterspelers Zenon en Careca, die in de finalewedstrijden telkens voor een 1-0 overwinning zorgden, werd de club wel landskampioen, ten koste van Palmeiras. De jonge Jorge Mendonça en Toninho Vanusa waren belangrijke spelers dat jaar. In de Copa Libertadores moest de club niet alleen Guarani voor laten gaan, maar ook het Peruviaanse Universitario. In de competitie bereikte de club de halve finale, die ze verloren van Internacional.

#### Donkere jaren
De vette jaren zijn voorbij en in de Série A eindigt de club in de middenmoot. In 1981 en 1982 moest de club zich zelfs via de Série B plaatsen, wat in 1982 zelfs niet lukte en de club zodoende voor het eerst niet in de hoogste klasse aantrad. Een jaar later traden ze wel weer aan in de hoogste klasse en bereikten daar de derde groepsfase. De rest van de jaren tachtig verliepen kleurloos
In de Paulistão moest de club ook jaren op rij genoegen nemen met subtopplaatsen, met uitzondering van seizoen 1980 toen Palmeiras slechts op een zestiende plaats eindigde. In 1986 speelde de club opnieuw om de finale om de titel en dit tegen kleinere club Inter de Limeira. Voor meer dan 100.000 toeschouwers kon Palmeiras niet winnen tegen Inter en in de tweede wedstrijd won Inter zelfs met 2-1 waardoor de staatstitel voor het eerst in de geschiedenis niet naar een club uit São Paulo of Santos ging. In 1987 hield doelman Zetti 1239 minuten de netten schoon. In 1989 eindigde de club vijfde in de Série A, de beste prestatie in elf jaar.

#### Parmalat
In 1992 wordt het Italiaanse Parmalat de nieuwe hoofdsponsor van Palmeiras. Met de grote financiële injectie worden sterren als Zinho, Evair, Edmundo, Roberto Carlos, César Sampaio en Antonio Carlos gecontracteerd. In datzelfde jaar speelde de club opnieuw de finale om de staatstitel tegen São Paulo, maar moest nog in het zand bijten tegen het team van Cafú en Raí.

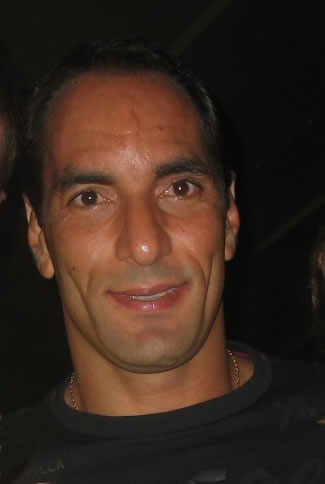
Edmundo, idool uit Parmalat-tijdperk.

1993 werd opnieuw een Palmeiras-jaar. Onder trainer Vanderlei Luxemburgo bereikte de club weer de finale van het staatskampioenschap waar ze het opnamen tegen aartsrivaal Corinthians. Viola scoorde voor Corinthians en wist zo de heenwedstrijd binnen te halen, maar in de terugwedstrijd won Palmeiras glansrijk met goals van Zinho, Evair en Edílson, waaroor de eerste staatstitel in 16 jaar een feit was. Na 27 jaar werd er ook nog eens een editie van het Torneio Rio-São Paulo gespeeld en ook dat won Palmeiras in de finale van Corinthians. Maar het seizoen werd alleen nog maar beter toen ook in de Série A de finale gespeeld werd tegen Vitória. Edílson zorgde voor het enige doelpunt in de heenwedstrijd en Evair en Edmundo beslisten de terugwedstrijd waardoor ze twintig jaar na de laatste titel ook hier opnieuw zegevierden.
Na vijftien jaar afwezigheid mocht de club in 1994 nog eens in de Copa Libertadores aantreden en werd derde in de groepsfase. Het Argentijnse Boca Juniors werd in São Paulo met 6-1 afgedroogd. Ze plaatsten zich voor de laatste zestien, maar daar werden ze door stadsrivaal São Paulo uitgeschakeld. De club trok het succes van vorig jaar nog door en werd opnieuw staatskampioen. In de Série A plaatsten ze zich net voor de knockout-fase en versloegen daar Bahia en Guarani op weg naar de finale tegen Corinthians. Rivaldo en Edmundo zorgden voor een 3-0 voorsprong, het werd nog 3-1 door een tegengoal van Marques en in de terugwedstrijd werd het 1-1 waardoor Palmeiras de titel verlengde. In de daaropvolgdende Copa Libertadores werd Palmeiras groepswinnaar en versloeg daarna het Boliviaanse Club Bolívar, maar ging er in de kwartfinale uit tegen Grêmio. Dat jaar verloren ze ook de Paulistão in de finale tegen Corinthians en werden ze in de competitie vijfde.
In 1996, wederom onder leiding van Luxemburgo, kon de club in de staatscompetitie 103 keer scoren in 30 wedstrijden, waarvan ze er 27 wonnen. Palmeiras telde maar liefst 28 punten voorsprong op eerste achtervolger São Paulo, een historische prestatie sinds de invoer van het profvoetbal. In dit sterrenteam speelden speelden andere doelman Velloso, Rivaldo, Djalminha, Luizão, Cafú, Müller en Júnior. Datzelfde jaar bereikte de club ook voor het eerst de finale van de Copa do Brasil, waarin ze verloren van Cruzeiro. In de Copa CONMEBOL verloor de club met 5-1 van Bragantino. In de terugwedstrijd wonnen ze wel met 3-0 maar werden toch uitgeschakeld. In de Série A eindigden ze dat jaar op de zevende plaats.
In 1997 werd Luiz Felipe Scolari voor drie jaar trainer bij de club. In de staatscompetitie speelde de top vier een eindronde om de titel, en hierbij verloor Palmeiras alle wedstrijden. In de Série A bereikte de club wel de finale tegen Vasco da Gama. Hoewel de 0-0 in beide wedstrijden op het bord bleef ging de titel naar Vasco omdat ze beter gepresteerd hadden in de competitie. In 1998 won de club de Copa do Brasil tegen Cruzeiro. Dat jaar speelden ze ook in de Copa Mercosur, waar ze groepswinnaar werden. In de kwartfinale werd Boca Juniors opzij gezet en in de halve finale het Paraguayaanse Olimpia. In de finale stonden ze opnieuw tegenover Cruzeiro, dat met 2-1 thuis won. In de terugwedstrijd kon Palmeiras met 3-1 winnen waardoor er nog een derde wedstrijd gespeeld werd. De Paraguyaan Francisco Arce maakte hier het winnende doelpunt voor Palmeiras. Oséas en Alex waren enkele andere sterkhouders in deze campagne.
In 1999 speelde de club de finale om de staatstitel, die ze verloren van Corinthians. In de Copa Libertadores plaatst de club zich voor de 1/8ste finales, waar Vasco da Gama opzij gezet wordt. In de kwartfinale wordt de eeuwige rivaal Corinthians verslagen en in de halve finale gaat ook River Plate voor de bijl. De finale werd gespeeld tegen het Colombiaanse Deportivo Cali. Doelman Marcos en aanvoerder César Sampaio waren erg belangrijk in deze campagne, die ze na strafschoppen konden winnen. Ook Paulo Nunes en Roque Júnior maakten een goede beurt. In november van dat jaar mocht de club zo ook de intercontinentale beker in Tokio spelen tegen het Engelse Manchester United. Roy Keane zorgde in de 35ste minuut voor de enige goal in de wedstrijd waardoor Manchester de officieuze wereldkampioen werd. Ook in de Copa Mercosur bereikte de club opnieuw de finale, maar deze werd verloren van Flamengo.
In 2000 won de club het Torneio Rio-São Paulo. In de Copa Libertadores plaatste de club zich voor de laatste zestien en versloeg dan achtereenvolgens Peñarol, Atlas Guadalajara en Corinthians. In de finale, tegen Boca Juniors, kon de club 2-2 gelijk spelen, danzkij goals van Pena en Euller. Thuis werd het 0-0 en na verlengingen werden strafschoppen genomen. Asprilla en Roque Júnior misten hun strafschop waardoor Boca de titel won. Ook in de Copa Mercosur werd opnieuw de finale behaald, tegen het Vasco Da Gama van Romário, maar ook hier moest de club genoegen nemen met de tweede plaats in de competitie. De sponsordeal met Parmalat werd in 2000 beëindigd en dat luidde een nieuw tijdperk in voor de club.

#### Vallen, opstaan en klimmen
In de staatscompetitie van 2001 werd de club pas zevende, de laagste plaats sinds 1985. Omdat de club in 2000 wel nog de Copa dos Campeões gewonnen had tegen Sport do Recife, mochten ze nog aantreden in de Copa Libertadores. Hier werden ze groepswinnaar en schakelden dan São Caetano en Cruzeiro uit om in de halve finale opnieuw door Boca verslagen te worden na strafschoppen. In de Copa Mercosur werd de club dit jaar in de eerste ronde al uitgeschakeld.
Ondanks de op papier vrij sterke ploeg, degradeerde Palmeiras uit de Série A, net als Botafogo, dat voor het eerst degradeerde en stadsgenoot Portuguesa. In de Série B werd de club autoritair kampioen en beperkte de afwezigheid bij de elite tot één seizoen. Vágner Love was een van de sleutelspelers dat seizoen. Bij de terugkeer werden ze meteen vierde, wat een plaats in de voorrondes van de Copa Libertadores opleverde. In de staatscompetitie moest de club zich al enkele jaren tevreden stellen met subtopplaatsen en in 2005 werden ze slechts negende. De club richtte zich op de Copa Libertadores, waar in de voorronde Tacuary uitgeschakeld werd. Ze wisten zich ook voor de knock-outfase te plaatsen maar werden hier uitgeschakeld door São Paulo. Na een nieuwe vierde plaats in de Série A deed de club ook weer mee in de Copa Libertadores, waar eerst Deportivo Táchira uitgeschakeld werd. Het scenario van het voorgaande seizoen herhaalde zich echter en São Paulo schakelde de stadsrivaal uit.
In 2006 eindigde de club maar net boven de degradatiezone. Een jaar later werden ze zevende, waardoor ze zich plaatsten voor de Copa Sudamericana 2008. Hier bereikten ze de kwartfinale, waarin ze verloren van Argentinos Juniors. In de staatscompetitie wonnen ze de finale tegen Ponte Preta, waardoor ze voor het eerst sinds 1996 weer kampioen werden. Ook in de Série A werden ze opnieuw vierde. Ook in 2008 werden plannen onthuld voor een nieuw stadion, het Allianz Parque, dat in 2014 bij het honderdjarig bestaan geopend zou worden. In de Copa Libertadores van 2009 werd de club in de groepsfase tweede achter Sport do Recife, maar kon de club in de tweede ronde wel verslaan, waardoor ze zich voor de kwartfinale plaatsten tegen het Uruguayaanse Nacional. Hier werd de club uitgeschakeld door de uitdoelpuntregel. In de Série A deed de club helemaal mee voor de titel en voor de laatste speeldag stonden ze samen met São Paulo en Internacional op twee punten van leider Flamengo. Palmeiras verloor echter van Botafogo, dat hiermee de degradatie vermeed, en doordat ook nog Cruzeiro over de club wipte, werden ze in plaats van kampioen slechts vijfde, waardoor ze ook niet naar de Libertadores mochten, maar naar de Copa Sudamericana 2010, waarin ze de halve finale bereikten en verloren van Goiás.
In 2010 werd het Estádio Palestra Itália afgebroken om plaats te ruimen voor het nieuwe Allianz Parque en zo nam Palmeiras voor vier jaar de intrek in het Estádio do Pacaembu. In de Paulistão van dat jaar eindigde de club voor het eerst sinds 1980 buiten de top tien. Het ging alleen nog maar bergaf in de Série A en in 2012 volgde een nieuwe degradatie. Lichtpunt dat jaar was wel een overwinning in de Copa do Brasil in de finale tegen Coritiba onder leiding van opnieuw Scolari en aanvoerder Marcos Assunção.
Als tweedeklasser kon de club toch groepswinnaar worden in de Copa Libertadores 2013, maar in de tweede ronde verloor de club wel van het Mexicaanse Tijuana. In de Série B verzekerde de club zich zes speeldagen voor het einde al van de promotie en werd met voorsprong kampioen, waardoor ze in hun honderdste bestaansjaar opnieuw in de hoogste klasse speelden. De club vocht echter meteen weer tegen de degradatie en nadat doelman Fernando Prass en middenvelder Jorge Valdivia uit blessure kwamen, ging het beter met de club, waardoor de degradatie net vermeden werd. Op 19 november 2014 nam de club het nieuwe stadion in gebruik. In 2015 werd het roer omgegooid met een nieuw bestuur en vele nieuwe spelers. In de staatscompetitie deed de club nog eens mee voor de titel en plaatste zich voor de finale, die ze verloren na strafschoppen van Santos. In de Série A eindigde de club op de negende plaats en in de Copa do Brasil bereikte de club de finale, waar ze opnieuw tegen Santos uitkwamen. Na een 1-0-nederlaag zagen 40.000 toeschouwers Dudu twee keer scoren, echter maakte Ricardo Oliveira twee minuten na het tweede doelpunt nog de aansluitingstreffer, waardoor er verlengingen gespeeld werden en er strafschoppen genomen moesten worden. Deze keer trok Palmeiras aan het langste eind en plaatste zich zo opnieuw voor de Libertadores.
In de CONMEBOL Libertadores van 2016 werd de club derde in zijn groep achter Rosario Central en Nacional. Aan het einde van het seizoen werd de club voor de negende keer landskampioen. In de Libertadores van 2017 verloor de club in de tweede ronde van Barcelona. In 2018 werd de club opnieuw landskampioen en bereikte de halve finale van de Libertadores. In 2020 werden ze voor het eerst sinds 2008 nog eens staatskampioen. Op 30 januari 2021 won Palmeiras de CONMEBOL Libertadores van 2020 door Santos ver in blessuretijd met 1–0 te verslaan door een doelpunt van Breno. Dit was de tweede CONMEBOL Libertadores-titel van de club. Op 27 november 2021 wist de ploeg opnieuw de CONMEBOL Libertadores-titel te winnen. In de finale werd het eveneens Braziliaanse Flamengo met 2–1 verslagen. Dit betekende voor Palmeiras dat zij voor de derde keer de belangrijkste Zuid-Amerikaanse clubprijs wisten te winnen en voor de tweede keer, na 2020, op rij.
Na een nieuwe titel in 2022 was de club op achtervolgen aangewezen in 2023 nadat Botafogo een grote voorsprong uitbouwde, echter liet deze club het op het einde afweten en kon Palmeiras alsnog de titel pakken. In 2024 leek zich een gelijkaardig scenario te voltrekken toen Palmeiras op de 35ste speeldag de leiding overnam van Botafogo, maar de speeldag erop zette Botafogo de situatie recht tegen Palmeiras zelf en gaf daarna de leiding niet meer af.

## Clublied
Tekst en muziek van Antonio Sergi
Quando surge o alviverde imponente

No gramado em que a luta o aguarda

Sabe bem o que vem pela frente

Que a dureza do prélio não tarda

E o Palmeiras no ardor da partida

Transformando a lealdade em padrão

Sabe sempre levar de vencida

E mostrar que de fato é campeão

Defesa que ninguém passa

Linha atacante de raça

Torcida que canta e vibra

Defesa que ninguém passa

Linha atacante de raça

Torcida que canta e vibra

Por nosso alviverde inteiro

Que sabe ser brasileiro

Ostentando a sua fibra

## Stadion
De officiële naam van het stadion van Palmeiras was tot de afbraak in 2010 het Estádio Palestra Itália. Het stadion stond in het Parque da Antarctica, genoemd naar een bierbrouwer die sinds 1902 al op het terrein gevestigd is en haar voetbalveld aan verschillende clubs verhuurde totdat Palestra Itália het terrein opkocht. In de jaren 1930 werden voor het eerst tribunes rond het veld gebouwd. Het van gewapend beton gemaakte stadion dat hierdoor ontstond gold lange tijd als het meest moderne van Brazilië. Het stadion bood plaats aan 30.000 toeschouwers. Na de afbraak speelde de ploeg vier jaar lang in het Estádio do Pacaembu, een stadion dat het van 2011 tot 2014 moest delen met de aartsrivalen van de Corinthians, die moesten wachten op de afwerking van hun nieuwe stadion, de Arena Corinthians. In november 2014 werd het nieuwe clubstadion van Palmeiras, de Allianz Parque in gebruik genomen, gevestigd op de locatie van het voormalige Estádio Palestra Itália.

## Selectie 2023
| Nr.           | Nat.                | Naam             | Geb.datum  | Bij Palmeiras | Contract | Vorige club         |
| Keepers       | Keepers             | Keepers          | Keepers    | Keepers       | Keepers  | Keepers             |
| ------------- | ------------------- | ---------------- | ---------- | ------------- | -------- | ------------------- |
| 1             | Vlag van Brazilië   | Vinicius         | 28-03-1994 | 01-2013       | 2024     | CRB                 |
| 21            | Vlag van Brazilië   | Weverton         | 13-12-1987 | 01-2018       | 2024     | Athletico-PR        |
| 42            | Vlag van Brazilië   | Marcelo Lomba    | 18-12-1986 | 12-2021       | 2023     | SC Internacional    |
| Verdedigers   |                     |                  |            |               |          |                     |
| 2             | Vlag van Brazilië   | Marcos Rocha     | 11-12-1988 | 01-2019       | 2023     | Atlético-MG         |
| 6             | Vlag van Brazilië   | Vanderlan        | 07-09-2002 | 02-2022       | 2026     | Eigen jeugd         |
| 12            | Vlag van Brazilië   | Mayke            | 10-11-1992 | 01-2019       | 2024     | Cruzeiro            |
| 13            | Vlag van Brazilië   | Luan             | 10-05-1993 | 04-2017       | 2024     | Vasco da Gama       |
| 15            | Vlag van Paraguay   | Gustavo Gómez    | 06-05-1993 | 07-2018       | 2026     | AC Milan            |
| 22            | Vlag van Uruguay    | Joaquín Piquerez | 24-08-1998 | 07-2021       | 2025     | CA Peñarol          |
| 26            | Vlag van Brazilië   | Murilo           | 27-03-1997 | 01-2022       | 2026     | Loko Moskow         |
| 32            | Vlag van Brazilië   | Gustavo Garcia   | 04-01-2002 | 02-2022       | 2026     | Eigen jeugd         |
| 34            | Vlag van Brazilië   | Naves            | 08-02-2002 | 01-2023       | 2025     | Eigen jeugd         |
| Middenvelders |                     |                  |            |               |          |                     |
| 8             | Vlag van Brazilië   | Zé Rafael        | 16-06-1993 | 01-2019       | 2025     | EC Bahia            |
| 20            | Vlag van Colombia   | Eduard Atuesta   | 18-06-1997 | 12-2021       | 2026     | Los Angeles FC      |
| 23            | Vlag van Brazilië   | Raphael Veiga    | 19-06-1995 | 12-2016       | 2026     | Athletico-PR        |
| 25            | Vlag van Brazilië   | Gabriel Menino   | 29-09-2000 | 01-2020       | 2025     | Eigen jeugd         |
| 27            | Vlag van Colombia   | Richard Ríos     | 02-06-2000 | 03-2023       | 2025     | Guarani             |
| 30            | Vlag van Brazilië   | Jailson          | 07-09-1995 | 01-2022       | 2023     | Dalian Professional |
| 35            | Vlag van Brazilië   | Fabinho          | 09-04-2002 | 02-2022       | 2026     | Eigen jeugd         |
| 40            | Vlag van Brazilië   | Jhon Jhon        | 07-09-2002 | 01-2023       | 2026     | Eigen jeugd         |
| Aanvallers    |                     |                  |            |               |          |                     |
| 7             | Vlag van Brazilië   | Dudu             | 07-01-1992 | 05-2021       | 2026     | Al-Duhail SC        |
| 16            | Vlag van Brazilië   | Endrick          | 21-07-2006 | 07-2022       | 2027     | Eigen jeugd         |
| 10            | Vlag van Brazilië   | Rony             | 11-05-1995 | 02-2020       | 2025     | Athletico-PR        |
| 14            | Vlag van Brazilië   | Artur            | 15-02-1998 | 03-2023       | 2027     | RB Bragantino       |
| 18            | Vlag van Argentinië | José López       | 06-12-2000 | 06-2022       | 2027     | Lanús               |
| 19            | Vlag van Brazilië   | Breno Lopes      | 24-01-1996 | 11-2020       | 2024     | Juventude           |
| Technisch     |                     |                  |            |               |          |                     |
| T             | Vlag van Portugal   | Abel Ferreira    | 22-12-1978 | 10-2020       | 2024     | PAOK Saloniki       |

## Statistieken

### Beste doelpuntengemiddelde
1. Juan Raul Echevarrieta - 105 doelpunten in 127 wedstrijden - 0.82
2. Humberto Tozzi - 90 doelpunten in 126 wedstrijden - 0,71
3. Heitor Marcelino - 227 doelpunten in 330 wedstrijden - 0,68
4. Mazzola (José Altafini) - 77 doelpunten in 114 wedstrijden - 0,67
5. Luisinho (Luís M. de Oliveira) - 87 doelpunten in 163 wedstrijden - 0,53

### Meeste doelpunten in één wedstrijd
6 doelpunten
- Heitor - 8 augustus 1920 - Palestra Itália - S.C. Internacional 11-0
- Heitor - 17 juli 1927 - Palestra Itália - Corinthians de São Bernardo do Campo 11-2

5 doelpunten
- Heitor - 5 juni 1927 - Palestra Itália - Primeiro de Maio 9-0
- Fidêncio Osses - 5 oktober 1930 - Palestra Itália - C.E. América 7-0
- Heitor - 7 december 1930 - Palestra Itália - Ypiranga 9-3
- Caxambu (Valdomiro Jamal) - 21 november 1943 - Palmeiras - Inter de Limeira 8-3
- Mazzola (José João Altafini) - 9 juni 1957 - Palmeiras - Noroeste 5-2
- Jurandir Dario G. Dos Santos - 4 juli 1965 - Palmeiras - C.A. Prata 12-0
- Luís Artime - 16 januari 1969 - Palmeiras - Rapid Wien 5-0
- Joaquim Cardoso Neto - 10 juli 1969 - Palmeiras - Rapid Wien 5-0

### Langstzittende trainers
1. Osvaldo Brandão - 580 wedstrijden (335 overwinningen, 151 gelijk, 94 verloren)
2. Vanderlei Luxemburgo - 258 wedstrijden(158 overwinningen, 57 gelijk, 43 verloren)
3. Luiz Felipe Scolari - 254 wedstrijden (127 overwinningen, 64 gelijk, 63 verloren)
4. Ventura Cambom - 248 wedstrijden(133 overwinningen, 49 gelijk, 66 verloren)
5. Rubens Francisco Minelli - 247 wedstrijden (115 overwinningen, 83 gelijk, 49 verloren)

## Erelijst
Nationaal
- Campeonato Brasileiro Série A (12): 1960, 1967, 1967, 1969, 1972, 1973, 1993, 1994, 2016, 2018, 2022, 2023
- Copa do Brasil (4): 1998, 2012, 2015, 2020
- Supercopa do Brasil (1): 2023
- Copa dos Campeões (1): 2000
- Campeonato Brasileiro Série B (2): 2003, 2013
- Torneio Rio-São Paulo (5): 1933, 1951, 1965, 1993, 2000
- Taça dos Campeões Estaduais Rio-São Paulo (4): 1926, 1934, 1942, 1947
- Campeonato Paulista (26): 1920, 1926, 1926, 1927, 1932, 1933, 1934, 1936, 1938, 1940, 1942, 1944, 1947, 1950, 1959, 1963, 1966, 1972, 1974, 1976, 1993, 1994, 1996, 2008, 2020, 2022, 2023, 2024

Continentaal
- CONMEBOL Libertadores (3): 1999, 2020, 2021
- CONMEBOL Recopa (1): 2022
- Copa Mercosul (1): 1998

Mondiaal
- Copa Rio (1): 1951

## Bekende (oud-)spelers
- Ademir da Guia
- Alex
- Antônio Carlos Zago
- Cafu
- César Maluco
- César Sampaio
- Djalma Santos
- Djalminha
- Dudu
- Edu Manga
- Edmundo
- Émerson Leão
- Euller
- Evair
- Faustino Asprilla
- Flávio Conceição
- Francisco Arce
- Freddy Rincón
- Gabriel Jesus
- Galeano
- Heitor
- Humberto Tozzi
- Jair da Rosa Pinto
- Jorge Mendonça
- Yerry Mina
- Jorge Valdivia
- Jorginho Putinatti
- José Altafini
- Julinho Botelho
- Leivinha
- Luis Artime
- Luís Pereira
- Marcos
- Marcos Assunção
- Mazinho
- Oberdan Cattani
- Oséas
- Paulo Nunes
- Rinaldo
- Rivaldo
- Roberto Carlos
- Rodrigues
- Romeiro
- Romeu Pellicciari
- Roque Júnior
- Servílio
- Tupãzinho
- Vavá
- Waldemar Fiúme
- Zequinha
- Zinho